# Indeno
Indeno é um hidrocarboneto policíclico inflamável com fórmula química C9H8. É composto de um anel benzeno fundido a um anel ciclopenteno. Este líquido aromático é incolor embora amostras possam aparesentar coloração amarelo pálida. O principal uso industrial do indeno é na produção de resinas termoplásticas de indeno/cumarona. 